# Wahlen in Brasilien 2014
Die Wahlen in Brasilien 2014 fanden am 5. Oktober 2014 statt, notwendige Stichwahlen um das Präsidentenamt und die Gouverneursposten wurden drei Wochen später am 26. Oktober durchgeführt. Die Wahlberechtigten waren bei Wahlpflicht aufgerufen, den Präsidenten, ein Drittel des Senats, die Abgeordnetenkammer, sowie die Gouverneure und die Abgeordnetenhäuser der Bundesstaaten neu zu bestimmen. Am meisten internationale Beachtung fand dabei die Wahl des Präsidenten, bei der die Amtsinhaberin Dilma Rousseff (PT) erneut antrat. Sie erreichte im ersten Wahlgang die Stichwahl gegen Aécio Neves (PSDB) und ging aus der Stichwahl als Siegerin hervor. Zu den Wahlen waren fast 143 Millionen Wahlberechtigte aufgerufen.

## Präsidentschaftswahl
Der Präsident wird von allen brasilianischen Wahlberechtigten für vier Jahre gewählt. Gewählt ist, wer die absolute Mehrheit der gültigen Stimmen erreicht. Die Amtszeit des neuen Präsidenten begann am 1. Januar 2015.

### Kandidaten

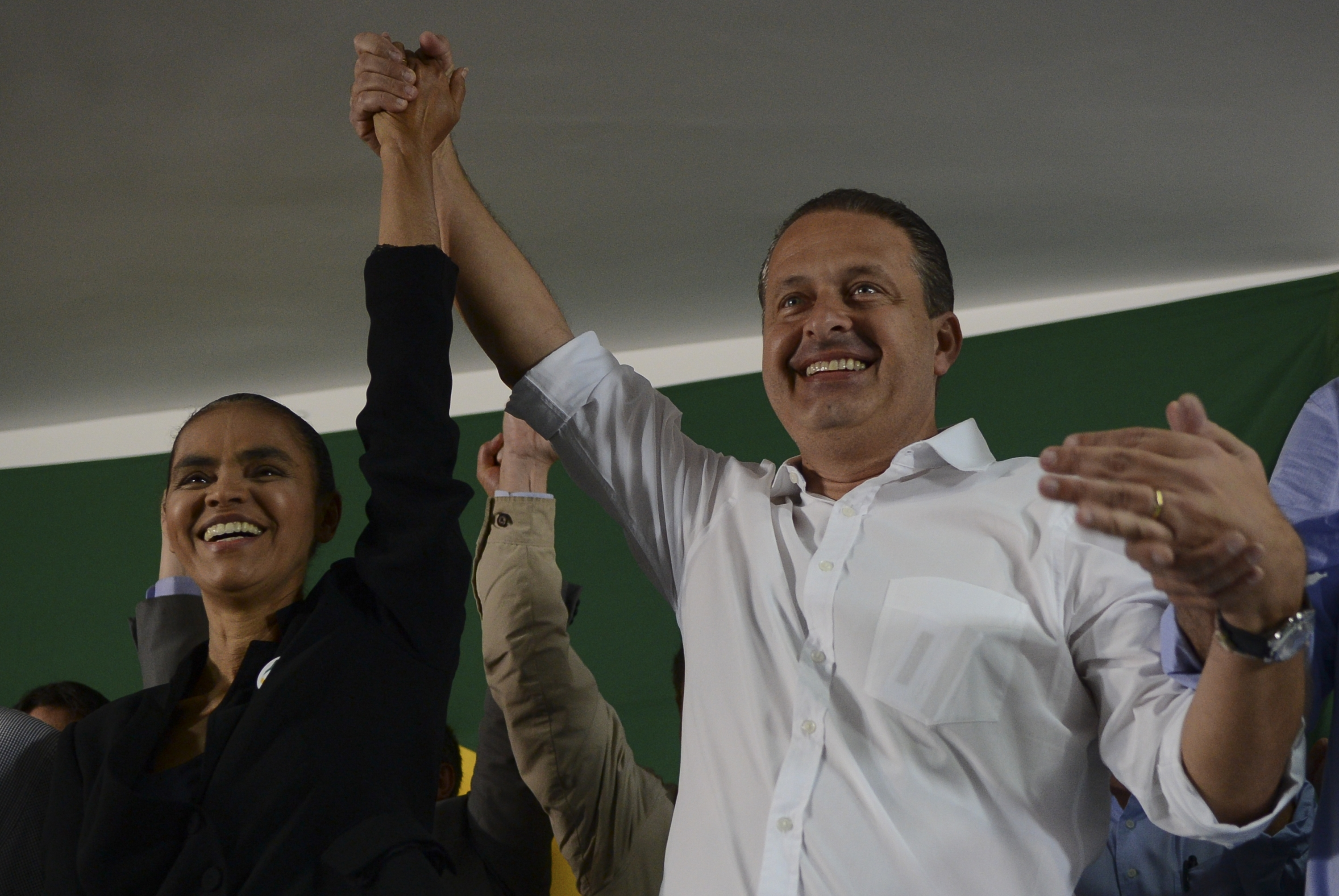
Gegenkandidaten Marina Silva (links) mit Eduardo Campos (2013)

Dilma Rousseff trat erneut als Kandidatin der Partido dos Trabalhadores (PT) an, um eine zweite, laut Verfassung mögliche, Amtszeit zu bestreiten. Für das Amt des Vizepräsidenten trat Michel Temer von der Partido do Movimento Democrático Brasileiro (PMDB) an.
Für die größte Oppositionspartei Partido da Social Democracia Brasileira (PSDB) trat Aécio Neves an, Kandidat für die Vizepräsidentschaft war Aloysio Nunes (PSDB).
Der Kandidat Eduardo Campos der Partido Socialista Brasileiro (PSB) verunglückte während des Wahlkampfs am 13. August 2014 mit einer Cessna 560XL und kam dabei gemeinsam mit den sechs weiteren Insassen ums Leben. Nach dem Unfalltod von Campos kandidierte Marina Silva an seiner Stelle für die PSB. Silva war ursprünglich Kandidatin für die Vizepräsidentschaft bei der Wahl. Diese Position nahm nun Beto Albuquerque (PSB) ein.
Für weitere, kleinere politische Gruppierungen traten ebenfalls Kandidaten an, denen aber kaum Chancen auf einen Wahlsieg eingeräumt wurden.

### Wahlergebnis

Stimmmehrheiten im zweiten Wahlgang der Präsidentschaftswahl

#### Erster Wahlgang
Rousseff erhielt 41,6 % der Stimmen, Neves 33,6 % und Silva 21,3 %.

#### Stichwahl
In der Stichwahl am 26. Oktober setzte sich Rousseff mit rund 51,6 Prozent der gültigen Stimmen und einem Vorsprung von rund 3,5 Millionen Stimmen gegen Neves durch. Die Wahlbeteiligung lag bei 78,9 %.

## Wahlen zum Nationalkongress

### Wahl des Senats
Bei der Wahl des Senats (Senado Federal) waren 27 der insgesamt 81 Mitglieder neu zu bestimmen, sie haben eine Amtszeit von acht Jahren. Die übrigen 54 Mitglieder wurden 2010 gewählt und sind noch bis 2019 (nach der Wahl 2018) im Amt. Zu wählen waren in jedem der 26 Bundesstaaten sowie im Distrito Federal je ein Abgeordneter. Jeder Wähler hatte eine Stimme, gewählt war der Kandidat mit den meisten Stimmen.

### Wahl der Abgeordnetenkammer
Die 513 Abgeordneten der Abgeordnetenkammer (Câmara dos Deputados) wurden in getrennter Zahl in den Bundesstaaten sowie dem Distrito Federal gewählt. Die Zahl der in den einzelnen Bundesstaaten zu wählenden Abgeordneten richtet sich nach der Bevölkerungszahl, wobei allerdings kleine Staaten über- und große Staaten unterrepräsentiert sind.